# К свету!
«К свету!» — советский киноальманах, снятый в 1966 году на Киевской киностудии им. А. П. Довженко.
Премьера фильма состоялась 14 апреля 1967 года. В СССР фильм посмотрело 3 млн зрителей.

## Сюжет
Фильм состоит из трёх новелл: «К свету!», «Каменщик» и «Панталаха».

### К свету!
Новелла рассказывает о судьбе мальчика-сироты Йосько Штерна, который был осуждён по ложному обвинению и умер в тюрьме.

### Каменщик
Бедный крестьянин Микола Прач приезжает в город на заработки, но попадает в тюрьму вместо устройства на работу.

### Панталаха
Заключённый Манталаха рвётся на свободу и три раза пытается сбежать с тюрьмы. Во время последнего побега Панталаха погибает.

## В ролях
- Новелла «К свету!»:

Олег Артемчук — Йосько Штерн
Вадим Ильенко — кузнец
Николай Сулима — жандарм
О. Комаров — корчмарь Мошко
Виктор Полищук — Войт
М. Стриха — Журковский
Василий Бессараб — узник
- Новелла «Каменщик»:

Фёдор Панасенко — Микола
Наталья Наум — Анна
Владимир Дальский — мастер
- Новелла «Панталаха»:

Георгий Юматов — Панталаха
Иван Лапиков — Спорыш
Всеволод Сафонов — Замеховский
Василий Богоста — Прокоп
Иван Переверзев — трубочист

## Съёмочная группа
- Новелла «К свету!»:

Режиссёр: Борис Шиленко
Сценарист: Григорий Колесник
Оператор: Наум Слуцкий
Художник: Георгий Прокопец
Звукорежиссёр: Нина Авраменко
- Новелла «Каменщик»:

Режиссёр: Василий Лапокныш
Сценарист: Евгений Оноприенко
Оператор: Александр Пищиков
Художник: Георгий Прокопец
Звукорежиссёр: Софья Сергиенко
- Новелла «Панталаха»:

Режиссёр: Николай Ильинский
Сценарист: Василий Земляк
Оператор: Валерий Квас
Художник: Анатолий Мамонтов
Звукорежиссёр: Леонид Вачи
Композитор: Вадим Гомоляка
- Симфонический оркестр Украинского радио

Дирижёр: Вадим Гнедаш